# Grijskopglansvogel
De grijskopglansvogel (Brachygalba goeringi) is een vogel uit de familie Galbulidae (glansvogels). Deze vogel is genoemd naar zijn ontdekker, de Duitse natuuronderzoeker en schilder Anton Goering (1836-1905).

## Verspreiding en leefgebied
Deze soort komt voor in noordoostelijk Colombia en noordwestelijk Venezuela.